# اسید چرب
در مبحث شیمی و به ویژه بیوشیمی اسید چرب یک اسید کربوکسیلیک است که دارای زنجیره بلند و خطی آلیفاتیک می‌باشد. این زنجیره ممکن است از جنس چربی اشباع شده یا چربی اشباع نشده باشد. اسید چرب می‌تواند به کوتاهی اسید بوتیریک (با ۴ کربن) باشد در حالی که اسیدهای چربی که از چربیها و اسکلتی اسیدهای چرب را ترجیح می‌دهند؛ مثلاً در حالت استراحت اسیدهای چرب در عضلات اسکلتی بیشتر می‌سوزد؛ ولی مغز، به ندرت می‌تواند اسیدهای چرب را به عنوان یک منبع سوخت به جای گلوکز و اعضای کتون استفاده کند.

## طبقه‌بندی
طبقه‌بندی اسیدهای چرب را به شیوه‌های گوناگونی انجام داده‌اند. دو نمونه اصلی از این طبقه‌بندی‌ها انجام شده‌است: یکی بر اساس پیوند بین کربن‌ها و دیگری بر اساس طول زنجیره.
- بر اساس پیوند بین کربن‌ها:

1. اسیدهای چربی که پیوند دوگانه کربن–کربن دارند، با نام اشباع نشده نام گرفته‌اند.
2. اسیدهای چرب بدون پیوند دوگانه با نام اشباع شده نام گرفته‌اند.

- بر اساس طول زنجیره:

اسیدهای چرب از نظر طول، متفاوت هستند. آن‌ها از کوتاه تا خیلی بلند طبقه‌بندی شده‌اند.

۱) اسیدهای چرب زنجیره کوتاه (SCFA): که شامل اسیدهای چرب با دنباله‌های آلیفاتیک و با حداکثر ۵ اتم کربن هستند، مانند والریک اسید که ۵ اتم کربن دارد.

۲) اسیدهای چرب زنجیره متوسط (MCFA): که شامل اسیدهای چرب با دنباله‌های آلیفاتیک ۶ تا حداکثر ۱۲ کربنه هستند. لوریک اسید از جمله اسیدهای چرب زنجیره متوسط به‌شمار می‌رود.

۳) اسیدهای چرب زنجیره بلند (LCFA): که شامل اسیدهای چرب با دنباله‌های آلیفاتیک ۱۳ تا حداکثر ۲۱ کربنه هستند.

۴) اسیدهای چرب زنجیره خیلی‌بلند(VLCFA): که شامل اسیدهای چرب با دنباله‌های آلیفاتیک بلندتر از ۲۲ کربن را شامل می‌شوند.

## اسیدهای چرب اشباع نشده
اسیدهای چرب اشباع نشده یک یا بیشتر از یک پیوند دوگانه کربن–کربن دارند. (جفت‌های اتم‌های کربن توسط پیوندهای دوگانه می‌تواند اشباع شود با اضافه کردن اتم‌های هیدروژن به آنها، تبدیل پیوندهای دوگانه به پیوندهای یگانه؛ بنابراین، پیوندهای دوگانه، اشباع نشده نامیده می‌شوند)
دو اتم کربن در زنجیره که به یکی از طرف‌های پیوند دوگانه متصل است می‌تواند در یک پیکربندی cis یا trans اتفاق افتد.

### پیکربندی سیس
یک پیکربندی سیس به این معناست که اتم‌های هیدروژن مجاور در یک طرف پیوند دوگانه هستند. سختی پیوند دوگانه، ترکیبش را منجمد می‌کند و، در مورد ایزومر سیس باعث می‌شود زنجیره خم شود و آزادی ترکیب اسید چرب را سخت‌تر کند. هرچه زنجیره، پیوند دوگانه بیشتری داشته باشد در ترکیب سیس انعطاف‌پذیری کمتری خواهد داشت. وقتی یک زنجیره پیوندهای سیس بسیاری دارد، این کاملاً در بیشترین ترکیب قابل دسترسی اش، منحنی می‌شود. به عنوان مثال اسید چرب اولئیک با یک پیوند دوگانه، یک پیچ یا گیر در آن دارد، درحالی‌که اسید لینولئیک با دو پیوند دوگانه، خم بیشتری دارد. آلفا- لینولنیک اسید (ALA) با سه پیوند دوگانه یک شکل قلابی دارد. تأثیر آن، اینست که در محیط‌های سخت مانند وقتی که اسیدهای چرب بخشی از یک فسفولیپید در یک لایه دوتایی چربی هستند، یا تری گیلیسریدها در قطره‌های کوچک چربی، پیوندهای سیس توانایی اسیدهای چرب را محدود می‌کنند تا به‌طور کامل بسته شوند، و بنابراین می‌تواند دمای ذوب غشاءیا چربی را تحت تأثیر قرار دهد.

### ترانس
یک پیکربندی ترانس، بدین معناست که کنار ۲ اتم هیدروژن وصل شده‌اند در سمت مخالف پیوند دوگانه. در نتیجه آن‌ها باعث نمی‌شوند زنجیره‌ها خیلی خم شوند و شکلشان شبیه به اسیدهای چرب اشباع شده مستقیم و صاف است.
در بیشتر اسیدهای چرب اشباع نشده که به‌طور طبیعی اتفاق می‌افتند، هر پیوند دوگانه ۳ اتم کربن بعد از آن دارد، برای برخی n، و همه پیوندهای سیس هستند. اسیدهای چرب دارای پیکربندی ترانس (چربی ترانس)، اغلب در طبیعت یافت نمی‌شوند، بلکه ساخت دست انسان هستند (برای مثال: هیدروژنه کردن).

## اسیدهای چرب اشباع شده
اسیدهای چرب اشباع شده، اسیدهای کربوکسیلیک زنجیره بلند هستند که معمولاً بین ۱۲ و ۱۴ اتم کربن دارند و پیوندهای دوگانه ندارند؛ بنابراین اسیدهای چرب اشباع شده با هیدروژن اشباع شده‌اند (چون پیوند دوگانه تعداد هیدروژن روی هر کربن را کاهش می‌دهد). چون اسیدهای چرب اشباع شده تنها پیوندهای یگانه دارند، هر اتم کربن درون زنجیره، ۲ اتم هیدروژن دارد (به جز برای کربن امگا در انتها، که ۳ هیدروژن دارد).

## اسیدهای چرب ضروری
اسیدهای چربی که برای فعالیت‌های بیولوژیک بدن انسان ضروری هستند ولی بدن انسان نمی‌تواند با کیفیت کافی از دیگر زیر لایه‌ها آن‌ها را تولید کند و بنابراین می‌بایست از طریق مصرف غذا تأمین شوند، اصطلاحاً اسیدهای چرب ضروری نامیده شده‌اند. اسیدهای چرب ضروری فقط دو نوع دارند: یکی پیوند دوگانه با ۳ اتم کربن دارد (آلفا لینولنیک اسید (ALA)) که از انتهای متیل حذف شده‌است، و دیگری پیوند دوگانه با ۶ اتم کربن دارد (لینولئیک اسید (LA)) که از انتهای متیل حذف شده‌است. بدن انسان این توانایی را ندارد که پیوند دوگانه با ۹ کربن یا ۱۰ کربن بسازد، همان‌طور که از سمت اسیدکربوکسیلیک شمرده می‌شود.
آلفا لینولنیک اسید (ALA) و لینولئیک اسید (LA) به‌طور گسترده‌ای در روغن‌های گیاهی وجود دارند و پخش شده‌اند. البته بدن انسان توانایی محدودی دارد تا آلفا- لینولنیک اسید (ALA) را به زنجیره‌های بلندتر یعنی ایکوزاپنتانوییک اسید و دو کوزاهگزانوئیک اسید تبدیل کند.
اسیدهای چرب ضروری برای بدن: لینولئیک اسید ،اراشیدونیک اسید (نیمه ضروری)، لینولنیک اسید

## شماره‌گذاری اتم‌های کربن
چندین سیستم مختلف نامگذاری برای اسیدهای چرب استفاده شده‌است. جدول زیر معمول‌ترین سیستم‌ها را توصیف می‌کند.
- نام‌گذاری بدیهی :اسید پالمیتولئیک

نام‌های بدیهی (یانام‌های معمول) اسامی قدیمی غیر منظم هستند، که متداول‌ترین سیستم نام‌گذاری هستند در ادبیات استفاده شده‌است. معمول‌ترین اسیدهای چرب اسامی بدیهی در اضافه بر نام‌های منظمشان دارند (زیرراببینید)
این این اسامی متداولاًهیچ الگویی را دنبال نمی‌کنند، اما آن‌ها مختصرواغلب نا مبهم هستند.
- نام‌گذاری منظم: اسید اکتا دسنوئیک (9Z)

اسامی منظم :یا اسامی IUPAC
از استاندارد قوانین آیوپک برای نام‌گذاری شیمی ارگانیک نشأت گرفته‌است، در سال ۱۹۷۹ انتشار یافته‌است، همراه با یک پیشنهاد به ویژه برای چربی‌ها در ۱۹۷۷ انتشار یافته‌است. شمارش از انتهای اسی کربوکسیلیک شروع می‌شود. پیوندهای دوگانه با پسوند trans/-cis یا E-/Z نشانه‌گذاری شده‌است، که مناسب است. این مفهوم کلاً بیشتر وربس (وربوس) است نسبت به نام‌گذاری معمول، اما مزایای این را دارد که از نظر تکنیکی و توصیفی واضح تر است.
- نام‌گذاری دلتا x: اسید اکتا دی کادیو نوئیک سیس وسیس –دلتا ۹ و دلتا ۱۲

در نامگذاری دلتا x هر پیوند دوگانه با دلتا ایکس نشان داده شده‌است، که پیوند دوگانه روی پیوند کربن – کربن x ام قرار گرفته‌است، از انتهای اسید کربوکسیلیک شمرده می‌شود. هر پیوند دوگانه با یک پیشوند سیس یا پسوند ترانس می‌آید، پیکربندی مولکول دور پیوند را نشان می‌دهد به عنوان مثال اسید لینو لئیک، اسید اکتا دی کادیو نوئیک سیس دلتا ۱۲، سیس دلتا ۹ را نشان می‌دهد. این نام‌گذاری این مزیت را دارد که کمتر وربوس است نسبت به نام‌گذاری منظم اما از نظر تکنیکی یا توصیفی واضح و روشن نیست.
- نام‌گذاری n-x n-3

نام‌گذاری n-x، همچنین w-x هردو نام‌هایی برای ترکیب‌های فردی فراهم می‌کند و آن‌ها را توسط ویژگی‌های زیست ترکیبیشان در حیوانات طبقه‌بندی می‌کند. یک پیوند دوگانه روی پیوند کربن–کربن x ام قرار گرفته‌است، از کربن متیل نهایی تا کربونیل کربن شمارش می‌شود (به عنوان امگا نشان‌گذاری می‌شود) به عنوان مثال: اسید آلفا لینولئیک مانند یک اسید چرب امگا ۳ طبقه‌بندی می‌شود و بنابراین این احتمال هست که یک مسیر زیست ترکیبی با دیگر ترکیبات از این نوع تقسیم کند. امگا منهای ایکس یا امگا در ادبیات تغذیه‌ای رایج است اما IUPAC این را در مدل n-x در اسناد تکنیکی نام‌گذاری کرده‌است معمول‌ترین مسیرهای زیست ترکیبی اسید چرب مورد تحقیق قرار گرفتهn-6یاn-3 هستند؛ که فرضیه‌گذاری شده‌اند تا به ترتیب تورم را کاهش یا افزایش دهند. تعداد چربی‌ها شکل C:D را می‌گیرد که C اتم‌های کربن در اسیدچرب و D تعداد پیوندهای دوگانه در اسیدچرب است (اگر بیش از یک باشد فرض می‌شود پیوند دوگانه توسط کربن هیدروژن شکسته می‌شود.

## تولید
اسیدهای چرب معمولاً به‌طور صنعتی توسط هیدرولیز تری‌گلیسرید تولید می‌شوند با حذف گلیسرول فسفو لیپیدها دیگر منبع را نشان می‌دهند. برخی اسیدهای چرب به‌طور ترکیبی با هیدروکربوکسیلات الکن‌ها تولید می‌شوند.

## اسیدهای چرب آزاد

### ترکیب اسید چرب
ترکیب زیستی اسیدهای چرب شامل چگالش استیل کوانزیم آ می‌شود. چون این کوآنزیم یک گروه اتم ۲ کربنی را حمل می‌کند تقریباً تمام اسیدهای چرب طبیعی حتی تعداد اتم‌های کربن دارند. اسیدهای چرب ترکیب نشده یا اسیدهای چرب آزاد پیدا شده در ارگانیسم‌ها از شکستن یک تری‌گلیسرید نشأت می‌گیرد؛ زیرا آن‌ها در آب حل می‌شوند. این اسیدهای چرب انتقال داده می‌شوند (حلال، گردشی) درحالی‌که به پروتئین آلبومین پلاسما وصل شده‌اند. سطوح اسید چرب آزاد در خون با دسترسی مکان‌های اتصال آلبومین محدود شده‌است.
اسیدهای چرب در چربی‌های رژیمی:
ویتامین ای و کلسترول ترکیبی از برخی چربی‌های رژیمی معمول هستند.
عکس العمل‌های اسید چرب:
اسیدهای چرب عکس‌العمل‌هایی مانند دیگر اسیدهای کربوکسیلیک نشان می‌دهند؛ یعنی آن‌ها عکس‌العمل‌های استری شدن و مبنی بر اسید را دنبال می‌کنند.

## اسیدی شدن
اسیدهای چرب تنوع عظیمی در اسیدهایشان نشان می‌دهند همان‌طور که توسط ترتیب قدرت اسیدی نشان داده شده‌اند اسید نونانوئیک به عنوان مثال یک قدرت اسیدی از ۴٫۹۶دارد تنها ضعیف تر از اسید استیک (۴٫۷۶)است. همان‌طور که طول زنجیره افزایش می‌یابد حلالیت اسیدهای چرب در اب خیلی سریع کاهش می‌یابد بنابراین اسیدهای چرب زنجیره بلند تأثیر کمی روی pH یک حلال دارند حتی ان اسیدهای چربی که در اب غیر حلال هستنددر اتانول گرم حل می‌شوندو می‌تواند با حلال سدیم هیدروکسید وبا استفاده از فنل فتالئین به عنوان یک شناساگر تا یک نقطه پایانی صورتی تیتر شود. این تحلیل استفاده شده‌است تا محتویات اسید چرب آزاد از چربی‌ها را معین کند یعنی سهم تری‌گلیسریدهایی که هیدرولیز شده‌اند.
هیدروژنه کردن و تبدیل به جامد کردن:
هیدروژنه کردن اسیدهای چرب اشباع نشده به‌طور گسترده‌ای تجربه نشده‌است اسیدهای چرب اشباع شده بدهد؛ که کمتر تحت تند شدگی هستند. چون اسیدهای چرب اشباع شده سریع تر از اشباع نشده ذوب می‌شوند، این تکنولوژی استفاده می‌شود تا روغن سبزیجات به مارگارین تبدیل شود. در طول هیدروژنه شدن بخشی از اسیدهای چرب اشباع نشده می‌تواند پیکربندی سیس به ترانس ایزومری شوند. با شدت هیدروژنه بیشتر یعنی با استفاده از فشارهای بالاتر از هیدروژن و دمای بالاتر اسیدهای چرب به الکل تبدیل می‌شوند. الکل‌های چرب اگرچه آسان‌تر از اسیدهای چرب استری می‌شوند. در عکس‌العمل وارن تروپ اسیدهای چرب اشباع نشده در قلیای ذوب شده پر می‌شوند یک عکس‌العمل در یک زمان رلیج به ساختار روشن‌تر.

## اکسیداسیون خود بخودی و ترشیدگی (تند شدن)
اسیدهای چرب اشباع نشده یک تغییر شیمیایی شناخته شده به عنوان اکسیداسیون خود بخودی را می‌گذارند. این فرایند اکسیژن (هوا) نیاز دارد و توسط حضور فلزات سرعت بخشیده می‌شود. روغن‌های سبزیجات این فرایند را کند می‌کنند زیرا آن‌ها شامل آنتی‌اکسیدان شامل توکوفرول هستند. روغن‌ها و چربی ها اغلب با عوامل کمپلکس دهنده فلزات مانند اسیدسیتریک مورد عمل قرار داده می‌شوند تا کاتالیستهای فلزی را حذف کنند.
ازن سازی:
اسیدهای چرب اشباع نشده به تنزل توسط ازن حساس هستند. این عکس‌العمل در تولید اسید ازلائیک از اسید اولئیک تجربه شده‌است.
تحلیل:
درتحلیل شیمیایی اسیدهای چرب توسط گاز کروماتو گرافی استرهای متیل جدا می‌شوند به علاوه یک جداسازی از ایزومرهای اشباع نشده توسط لایه نازک کروماتوگرافی ممکن می‌باشد.

## هضم چربی
اسیدهای چرب با زنجیره کوتاه و متوسط به‌طور مستقیم از طریق مویرگ‌های روده باریک مانند دیگر مواد مغذی که جذب می‌شوند جذب شده‌اند. اسیدهای چرب زنجیره بلند به‌طور مستقیم در مویرگ روده‌ای رها نمی‌شوند در عوض آن‌ها در دیوارهای چربی روده جذب می‌شوند و با تری گلیسیریدها دوباره ترکیب می‌شوند. تری گلیسیریدها با کلسترول و پروتئین پوشانده شده‌اند درون یک ترکیب که شیلومیکرون نامیده شده‌است.
درون ریشه‌های کرکی شیلو میکرون یک مویرگ لنفی وارد می‌کند که لاکتیل نامیده می‌شود؛ که به رگ‌های لنفی بزرگتر می‌رود. کیلومیکرون‌ها از طریق سیستم لنفی و مجرای لنفی قفسه سینه به یک موقعیت نزدیک قلب انتقال می‌یابند. مجرای لنفی قفسه سینه، شیلو میکرون درون جریان خون را از طریق منفذ وریدی خالی می‌کند. در این نقطه شیلو میکرون‌ها می‌توانند تری گلیسیرید را به بافت‌ها انتقال دهند که آن‌ها ذخیره یا برای تأمین انرژی سوخت وساز می‌شوند.
سوخت وساز اسید چرب: اسیدهای چرب (یا با تزریق یا از تری گلیسیرید ذخیره شده در بافت‌های چربی فراهم شده‌است) به سلول‌ها پخش می‌شود تا به عنوان یک سوخت برای سوخت و ساز معمول استفاده شوند. آن‌ها توسط میتوکندری مصرف می‌شوند تا ادنوزین تری فسقات را از طریق بتا اکسیداسیون تولید کنند.

## اسیدهای چرب خون
اسیدهای چرب خون در اشکال مختلف در مراحل مختلف در گردش خون هستند. آن‌ها از طریق روده در شیلو میکرون‌ها وارد می‌شوند اما همچین در لیپو پروتئین با چگالی خیلی کم و لیپو پروتئین با چگالی کم بعد از پردازش در مویرگ وجود دارند. به علاوه وقتی از مواد چرب رها می‌شود، اسیدهای چرب در خون مانند اسیدهای چرب آزاد وجود دارند.
این نشان داده که ترکیب اسیدهای چرب توسط پوست پستانداران به دست می‌آید، با اسید لاکتیک و اسید پیرو ویک، متمایز است و حیوانات را قادر می‌سازد با یک حس تیز بویایی افراد را تمیز دهند.